# Selecció australiana de corfbol
La selecció australiana de corfbol és dirigida per la Korfball Australia (KA) i representa Austràlia a les competicions internacionals de corfbol. La federació australiana es va fundar l'any 1978

## Història
| Campionat del Món |                      |                           |               |
| Any               | Campionat            | Seu                       | Classificació |
| 1984              | 2n Campionat del Món | Anvers (Bèlgica)          | 7a plaça      |
| 1987              | 3r Campionat del Món | Makkum (Països Baixos)    | 6a plaça      |
| 1991              | 4t Campionat del Món | Anvers (Bèlgica)          | 9a plaça      |
| 1995              | 5è Campionat del Món | Nova Delhi (Índia)        | 4a plaça      |
| 1999              | 6è Campionat del Món | Adelaida (Austràlia)      | 7a plaça      |
| 2003              | 7è Campionat del Món | Rotterdam (Països Baixos) | 7a plaça      |
| 2007              | 8è Campionat del Món | Brno (República Txeca)    | 8a plaça      |
| 2011              | 9è Campionat del Món | Shaoxing (Xina)           | 12a plaça     |

| World Games |                 |                    |               |
| Any         | Campionat       | Seu                | Classificació |
| 1997        | 5ns World Games | Lahti (Finlàndia)  | 5a plaça      |
| 2001        | 6ns World Games | Akita (Japó)       | 6a plaça      |
| 2009        | 8ns World Games | Kaohsiung (Taiwan) | 8a plaça      |

| Campionat d'Àsia i Oceania |                               |                             |               |
| Any                        | Campionat                     | Seu                         | Classificació |
| 1990                       | 1r Campionat d'Àsia i Oceania | Jakarta (Indonèsia)         | 2a plaça      |
| 1992                       | 2n Campionat d'Àsia i Oceania | Delhi (Índia)               |               |
| 1994                       | 3r Campionat d'Àsia i Oceania | Adelaida (Austràlia)        | 2a plaça      |
| 1998                       | 4t Campionat d'Àsia i Oceania | Durban (Sud-àfrica)         |               |
| 2002                       | 5è Campionat d'Àsia i Oceania | Delhi (Índia)               | 2a plaça      |
| 2004                       | 6è Campionat d'Àsia i Oceania | Christchurch (Nova Zelanda) | Campiona      |
| 2006                       | 7è Campionat d'Àsia i Oceania | Hong Kong                   | 2a plaça      |
| 2010                       | 8è Campionat d'Àsia i Oceania | Xina                        | 3a plaça      |